# Delotelis telegoni
Delotelis telegoni är en loppart som först beskrevs av Rothschild 1905.  Delotelis telegoni ingår i släktet Delotelis och familjen mullvadsloppor. Inga underarter finns listade i Catalogue of Life.